# Abaka

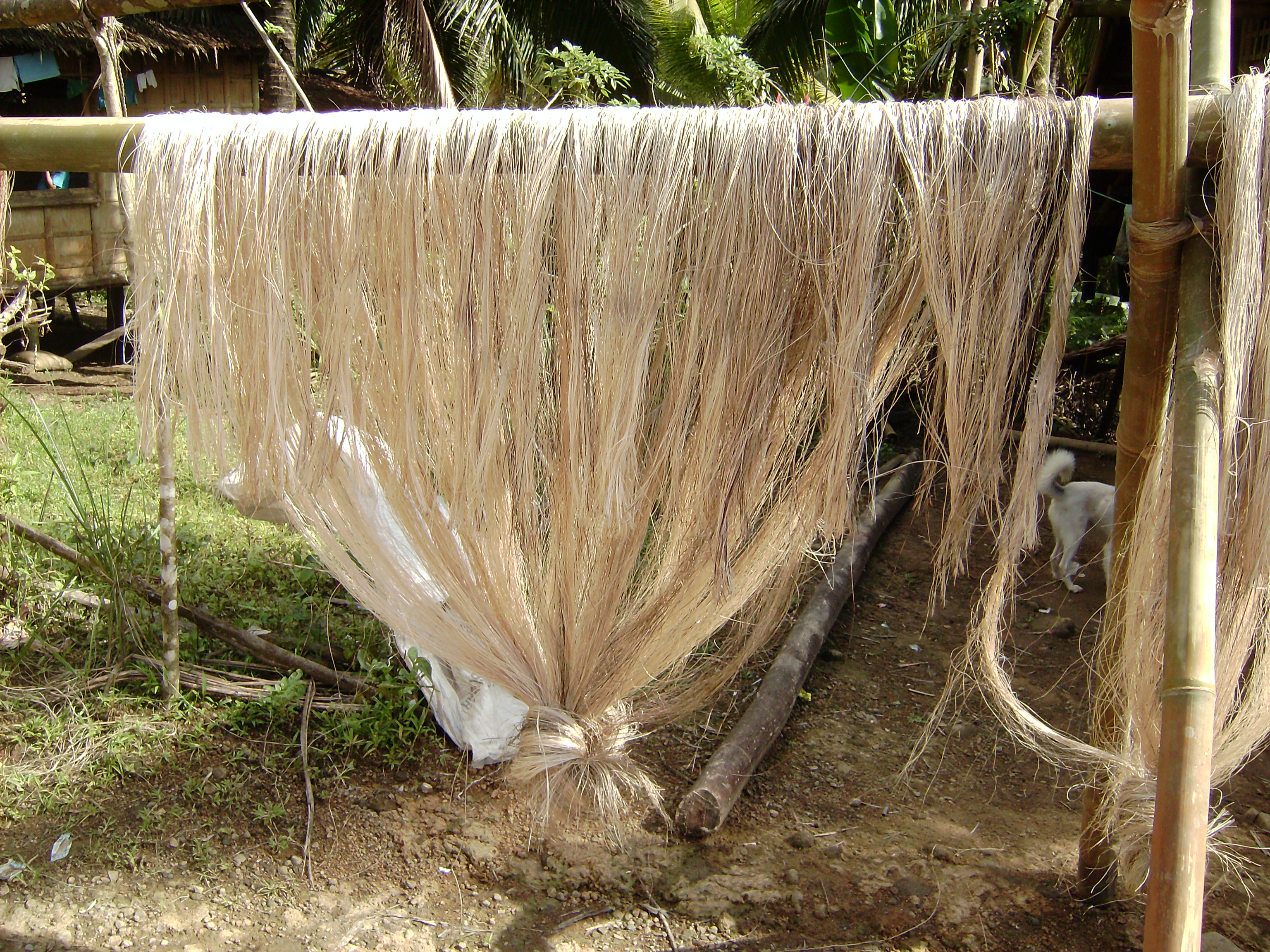
Abaka

Abaka, manila – lekkie, twarde i wytrzymałe włókno wydzielane z pochew liściowych banana manilskiego (Musa textilis Nee). Jego długość wynosi 0,7–3,6 m. Charakteryzuje się odpornością na działanie drobnoustrojów i wody morskiej. Stosowana jest do wyrobu plecionek, grubych tkanin, lin okrętowych (lepsze gatunki) oraz papieru i płyt budowlanych (gorsze gatunki).